# 완성 전투
완성 전투(宛城戰鬪)는 197년 조조와 장수가 싸운 전투로 조조는 장수에 맞서 완성과 남양성에서 대공격을 감행했으나 끝내 장수를 무찌르지 못하고 최초로 패배했다.

## 완성 전투
조조는 유비와 함께 여포를 치기 위해 군사를 일으킨다. 그러나 형주 완성에서 장제의 조카 장수가 형주 자사 유표와 결탁하여 궁궐을 습격할 계획을 세우자 군사를 돌려 15만 대군을 이끌고 장수를 치기 위해 출병한다.
장수는 모사 가후의 의견으로 전투 한번 없이 항복하고 장수는 조조를 위해 매일같이 완성에서 잔치를 열어 대접한다. 그러나 조조가 장수의 숙부 장제의 아내 추씨를 데려가자 장수는 분노하여 조조를 공격할 계획을 세운다. 장수는 가후와 함께 계책을 세우고 부하 호거아를 시켜 조조의 호위대장 전위의 무기인 쌍철극을 빼앗는다.
그리고 밤에 대공격을 감행해 조조의 영채를 기습 공격한다. 이에 전위가 조조를 필사적으로 지키고 조조는 그사이에 조카 조안민 등과 함께 도망친다. 전위는 조조를 끝까지 지키다가 전사하고 조조는 탈출 과정에서 조카 조안민과 장남 조앙까지 잃고 만다.
도망친 조조는 부하 하후돈 등과 함께 합류하고 장수는 추격대를 보내 조조를 뒤쫓는다. 조조는 후방을 지키던 우금이 배반하여 청주 군사들을 죽였다는 보고를 받지만 오히려 우금의 활약으로 조조는 장수의 추격대를 무찌르고 위기에서 벗어나 장수는 다시 유표에게로 도망친다.
다음날 조조는 부하 전위의 죽음을 기리고 군사들에게 공과 잘못에 따라 상과 벌을 분명히 한후, 허도로 돌아간다.

## 남양성 전투
장수는 완성 전투의 승리 후에도 유표의 보호를 받으며 남양성을 점령한다. 장수는 조조가 수춘 전투에서 원술과 싸우고 있을 때 형주 자사 유표와 함께 다시 반란을 일으킨다. 조조는 형주를 침입해 장수의 남양성을 포위한다.
장수는 부하 뇌서와 장선을 보내 맞서게 하지만 장선은 조조의 부하 허저에게 죽고 뇌서가 후퇴하면서 결국 성 안으로 들어가고 조조는 성의 허점을 찾다가 성의 서북쪽에 짚단을 쌓아 공격하며 장수의 군사들을 서북쪽으로 유인한 뒤 성벽이 낮은 동남쪽을 몰래 공격하려는 계책을 세운다.
그러나 조조의 계획은 장수의 모사 가후에 의해 발각되고 그날 밤 조조군은 장수의 군사들이 매복해 있는 동남쪽 성벽을 넘다가 장수의 공격을 받아 크게 패해 부하 여건과 우금이 부상을 입고 5만 명의 전사자를 낸다.
장수는 형주 자사 유표와 합류해 조조를 추격하고 조조는 강동의 손책을 끌어들려 유표를 견제하려하지만 유표의 모사 괴월에 의해 무산되고 유표는 장수와 함께 조조군을 앞뒤로 포위한다. 그러나 조조군의 결사적인 저항으로 장수와 유표는 패해 다시 후퇴한다.
승기를 잡은 조조는 장수와 유표의 뿌리를 뽑으려 하지만 하북의 원소가 군사를 일으켜 허도로 향하고 있다는 순욱의 전갈로 허도로 돌아가기 위해 후퇴한다.
장수는 이틈을 노려 1만 명의 군사를 이끌고 조조를 공격하지만 크게 패한다. 가후는 계책을 써서 다시 조조를 추격해 큰 승리를 거둔다.

## 결과
조조는 완성 전투와 남양성 전투에서 크게 패해 장수를 무찌르기는 못했으나 200년 조조에게 가후와 함께 항복하여 조조의 사람이 되었다.